# Gemeindezentrum St. Michael

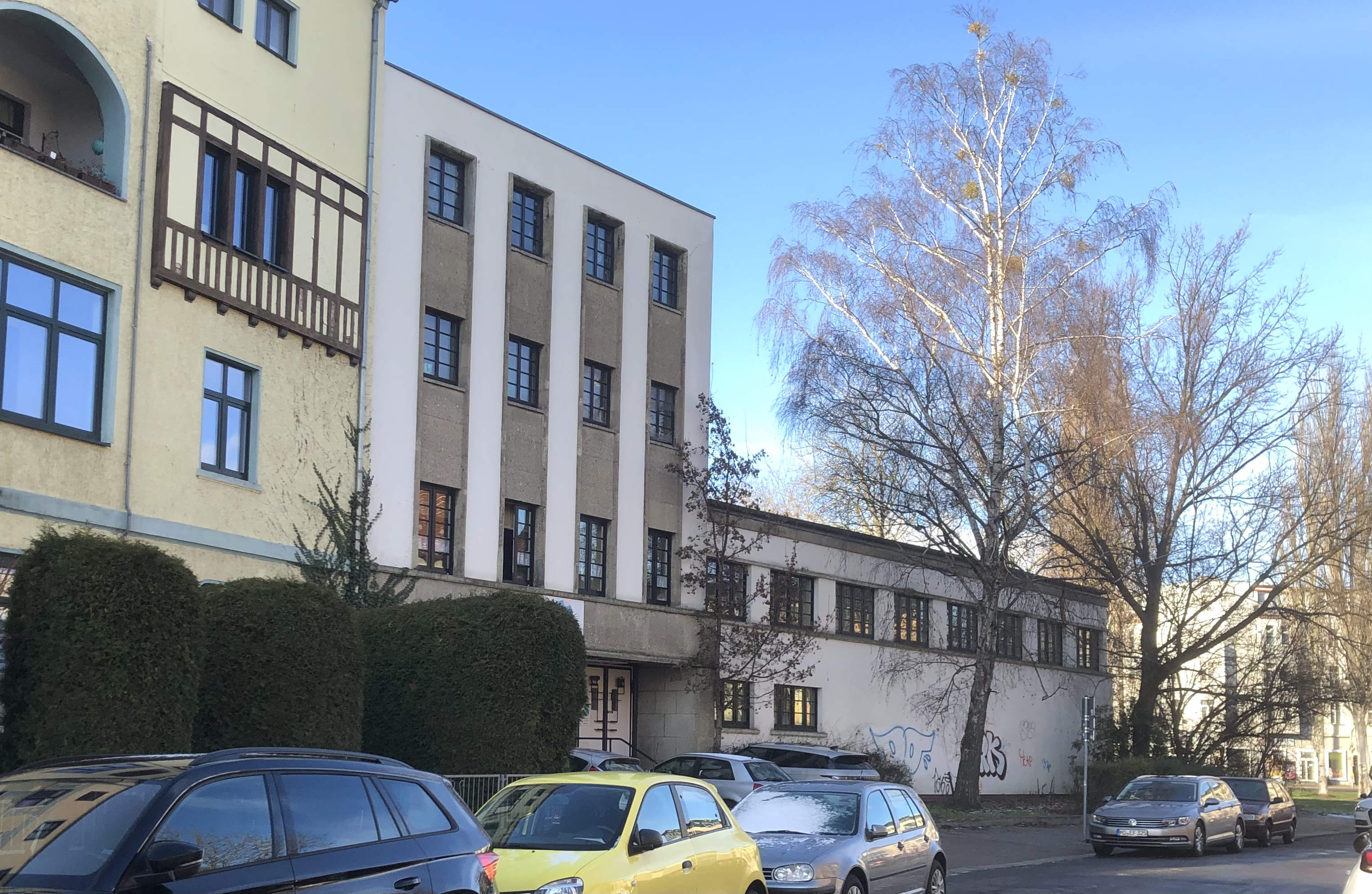
Gemeindezentrum St. Michael

Das Gemeindezentrum St. Michael ist ein denkmalgeschütztes Gemeindehaus im Magdeburger Stadtteil Leipziger Straße in Sachsen-Anhalt.
Das Zentrum wird von der evangelischen St. Michaelsgemeinde genutzt. Die Michaelsgemeinde gehört zum Kirchspiel Magdeburg Süd des Kirchenkreises Magdeburg der Evangelischen Kirche in Mitteldeutschland.

## Lage
Das Haus befindet sich auf der Südwestseite der Helmholtzstraße an der Adresse Helmholtzstraße 4, etwas südlich der Einmündung auf die Erich-Weinert-Straße.

## Architektur und Geschichte
Das Gemeindezentrum wurde im Jahr 1929 nach einem Entwurf des Architekten Ernst Hermann Scheibe im Stil des Neuen Bauens errichtet, wobei Scheibe an Kirchenarchitektur Otto Bartnings anknüpfte. Vorausgegangen war ein Wettbewerb, an dem sich nur evangelische Architekten beteiligen durfte. Der Komplex diente als Pfarrhaus und Gemeindesaal für eine geplante Filialkirche der Sankt-Ambrosius-Kirche. Den Gemeindemitgliedern sollte der weite Weg zur in Sudenburg gelegenen Ambrosiuskirche erspart werden. Der ursprünglich nördlich des Zentrums geplanter Kirchenneubau wurde aufgrund der Weltwirtschaftskrise nicht ausgeführt und auch später nicht aufgenommen. Die Planungen für die große, sich direkt nördlich an den Gemeindesaal anschließende Kirche, sahen einen Grundriss in Trapezform vor. Das Kirchenschiff sollte vertikal gegliedert, flach gedeckt sein und die Höhe des viergeschossigen Pfarrhauses haben. Nach Norden hin sollte sich ein hoher Kirchturm erheben. Durch das Fehlen der eigentlichen Kirche wurde dann in der Folge der Gemeindesaal für die Gottesdienste der Sant Michael-Gemeinde genutzt.
Die insofern letztlich nur ausgeführten Nebenbauten weisen eine kubische Erscheinung auf und sind mit Flachdächern gedeckt. An das viergeschossige Pfarrhaus schließt sich nach Nordwesten ein langgestreckter ein- bis zweigeschossiger Gemeindesaal an. Die Fassade des Pfarrhauses ist vierachsig ausgeführt, wobei jede Achse vertikal durch eine lisenenartige Struktur betont wird. Der Saalbau weist demgegenüber querrechteckige Fensteröffnungen auf, die im oberen Teil als Fensterband angeordnet sind, wodurch die Horizontale hervorgehoben wird. Die Fenster selbst sind, für die Bauzeit typisch, als Sprossenfenster ausgeführt. 
Der Name Sankt Michael geht auf die historisch vor den Toren der Stadt Magdeburg befindlichen Siedlung Sankt Michael zurück, die jedoch im 17. Jahrhundert als eigenständige Ortschaft verschwand.
Das Gemeindezentrum blieb im Zweiten Weltkrieg unbeschädigt. Im Gemeindehaus wurde ein evangelischer Kindergarten eingerichtet. Im Jahr 1953 wurde die Michaelsgemeinde von der Sudenburger Ambrosiusgemeinde unabhängig. Zum Teil wird angegeben, dass 1955 die Amtseinführung des Bischofs Johannes Jänicke im Gemeindezentrum stattgefunden habe, da der Magdeburger Dom noch Kriegsschäden bestanden. Tatsächlich dürfte seine Einführung jedoch schon im Magdeburger Dom stattgefunden haben. 1957 erhielt der Gemeindesaal eine Orgel. Der Saal wurde als Veranstaltungsort von Konzerten und Lesungen auch überregional bekannt.
Im örtlichen Denkmalverzeichnis ist das Gemeindehaus unter der Erfassungsnummer 094 70018 als Baudenkmal verzeichnet.
Das Gemeindehaus gilt als architekturhistorisch bemerkenswert, da es der einzige Kirchenbau der Region Magdeburg im Stil der klassischen Moderne ist.